# Care Bears: Unlock the Magic
Care Bears: Unlock the Magic (Ursinhos Carinhosos: Libere a Magia no Brasil ou Ursinhos Carinhosos – Liberta a Magia em Portugal) é uma série de animação americana-canadense e a sexta série de televisão baseada na franquia Care Bears, seguindo Care Bears & Cousins. 
A série segue as aventuras do Ursinho Boa Sorte, Ursinho Sol, Ursinha Animadinha, Ursinho Zangadinho e Ursinha Carinhosa enquanto eles vão em uma missão para proteger a terra do Silver Lining. A série estreou no serviço de streaming do Boomerang em 1º de fevereiro de 2019, o canal de televisão em 30 de março de 2019, e no Cartoon Network em 16 de abril de 2019. Em 20 de maio de 2022, foi anunciado que seis novos especiais foram encomendados e serão exibidos no Cartoonito e HBO Max, onde está no ar desde 2021.

## Trama
Care Bears: Unlock the Magic segue as aventuras dos bons amigos Ursinho Boa Sorte, Ursinho Sol, Ursinha Animadinha, Ursinho Zangadinho e Ursinha Carinhosa, enquanto eles embarcam de sua vida na Terra do Carinho em uma nova aventura pelo Silver Lining, um mundo estranho vizinho  pelos Whiffles, que são um grupo de criaturas inocentemente felizes que plantam sementes para manter a terra mágica da Terra do Carinho e a vizinha Silver Lining crescendo. Os Ursinhos Carinhosos espalham carinho e compartilhamento por toda a terra enquanto aprendem a confiar em sua amizade, coragem e usar um pouco do poder do distintivo da barriga.
No entanto, o inimigo egocêntrico dos Ursinhos Carinhosos, Bluster e sua Bad Crowd, tenta impedi-los de ter sucesso em sua missão, pois seu objetivo é transformar o Silver Lining em Blusterland. Os Ursinhos Carinhosos também recebem ajuda através da Torre do Carinho de seus amigos Ursinho dos Meus Sonhos, Ursinho do Meu Coração e Ursinha dos Desejos. Dibble acompanha os Ursinhos Carinhosos pelo caminho.

## Personagens

### Principais
- Ursinha Animadinha (Cheer Bear) é o líder do grupo e o piloto do Carro-Nuvem. Ela é uma empreendedora positiva e está sempre pronta para um desafio.[8]
- Ursinho Zangadinho (Grumpy Bear) é o mecânico da equipe e o residente preocupado. Ele é irreverente e esperto, mas no fundo está um Ursinho Carinhoso de bom coração que é surdo para suas próprias palavras.[8]
- Ursinho Sol (Funshine Bear) é o co-piloto do Carro-Nuvem. Ele é cegamente otimista.[8]
- Ursinha Carinhosa (Share Bear) é o comunicador da equipe. Ela conversa com animais, adora cozinhar e também adora se conectar com todos.[8]
- Ursinho Boa Sorte (Good Luck Bear) é o navegador da missão.  Ele enfrenta todas as tarefas com determinação e está determinado a ter sucesso sozinho, sem sorte envolvida.[8]
- Dibble, é o animal de estimação e companheiro da equipe. Ela se comunica através de palavras limitadas, arrulhos e sons. Embora seja difícil entender o que ela está dizendo, é aparente o que ela está sentindo.[7] Ela é tão ansiosa quanto um cachorrinho e curiosa como um gatinho.[8]

### The Bad Crowd
The Bad Crowd consiste em muitos membros, embora apenas quatro sejam nomeados. Eles são liderados por Bluster para plantar ás Bad Seeds, e são homens da liga júnior bajulando Bluster e seus planos de expandir Blusterland.
- Bluster, é o líder egocêntrico, irritante e narcisista da Bad Crowd e o principal antagonista da série. Ele é um brincalhão adolescente e irremediavelmente travesso. Seu plano é transformar o Silver Lining em uma terra própria, Blusterland.[8]
- Robbie (interpretado por Alex Hall), Ela é a assistente de Bluster.
- Malcom, um membro da Bad Crowd que sonha em assumir Bluster como líder.

### Recorrente
- Ursinho do Meu Coração (Tenderheart Bear) é a âncora. Ele apoia a tripulação de longe através da Torre do Cuidado. Ele é bondoso, sábio e paternal.
- Ursinha dos Desejos (Wish Bear) é a "mãe" da missão. Ela é prática, solidária e cheia de sabedoria.[8]
- Ursinho dos Meus Sonhos (Bedtime Bear) é a vigília noturna. Ele é uma coruja noturna que adora ler livros, e é o estudioso entusiasmado e o "motor de busca" da equipe.[8]
- Os Whiffles, são criaturas mágicas que servem ao Lado Prateado plantando Sementes de Cuidado. Dibble é uma dessas criaturas.

## Produção
Care Bears: Unlock the Magic é co-produzido para Boomerang pela Cloudco Entertainment e Copernicus Studios. O presidente do primeiro, Sean Gorman, disse que "[eles] balançaram as cercas para dar aos Ursinhos Carinhosos a melhor e mais convincente narrativa, animação e casa da emissora".

## Episódios
| N.º | Título                                                                        | Dirigido por | Escrito por    | Exibição original       | Cod. de produção |
| --- | ----------------------------------------------------------------------------- | ------------ | -------------- | ----------------------- | ---------------- |
| 1 | "O Começo (BR)" "The Beginning"                                               | Murray Bain  | Karl Geurs     | 28 de janeiro de 2019   | 101              |
| Ursinho Sol está andando de scooter na Terra do Carinho. Ele percebe uma porta. Ele usa seu poder de distintivo de barriga e abre a porta, arrastando ele e sua scooter para ela. Corta para Zangadinho andando em um veículo enquanto os Ursinhos perguntam se ele deve dirigi-lo. Eles percebem que ele acaba não prestando atenção e quase bate em um morro - só com a ajuda de Boa Sorte ele consegue evitá-lo. Depois que Zangadinho chega, eles começam a discutir como Zangadinho quase derrubou o "Carro-Nuvem". Eles recebem uma ligação da Torre do Carinho sobre a situação de Sol enquanto ele explica aos Ursinhos. O Care-o-Meter cai. Zangadinho, junto com a Carinhosa, Boa Sorte e Animadinha se preparam para sair. Eles se deparam com o "portão para o forro de prata". Eles percebem que ele usou seu poder de distintivo de barriga. Eles acordam na hora de dormir para obter sua ajuda. O grupo encontra o Ursinho Sol. Eles se preparam para sair. No entanto, eles não conseguem fazê-lo. Eles saem para ver o que está fazendo barulho. Eles acham que é apenas uma peça solta. Uma criatura aparece e ri de Zangado. A criatura é chamada de "Whiffle". Eles começam a levar a criatura (chamada Dibble) para casa. Os outros Whiffles se preparam para procurar Dibble. No entanto, eles discutem e criam más vibrações. Conhecemos Bluster e a Bad Crowd enquanto eles explicam seus motivos e o que se preparam para fazer. Os Ursinhos finalmente chegaram à casa de Dibble, onde encontram os outros Whiffles. Todos os Whiffles começam a cercar Zangado. Os Ursinhos então testemunham uma Semente de Carinho sendo plantada. Bluster sai para deixar os Whiffles infelizes novamente. Os Ursinhos começam a sair e se despedir dos Whiffles. Assim que os Ursinhos saem, Bluster chega. Os Ursinhos voltam porque os Whiffles estão com problemas. Eles encontram Bluster e começam uma perseguição, e os Bears acabam vitoriosos. Zangadinho faz que a Animadinha o piloto. Os Ursinhos se preparam para sair novamente, mas decidem ficar porque Bluster continuará voltando. Nota: Este episódio foi produzido como 1 episódio de 22 minutos. No entanto, também pode ir ao ar como dois episódios separados de 11 minutos. |                                                                               |              |                |                         |                  |
| 2 | "Petúnias Perturbadas (BR)" "A Patch of Perturbed Petunias"                   | Murray Bain  | Karl Geurs     | 1 de fevereiro de 2019  | 102A             |
| Os Ursinhos se encontram envolvidos com uma situação entre algumas Flores e alguns Whiffles, e a Ursinha Carinhosa se pergunta se ela "perdeu o toque". |                                                                               |              |                |                         |                  |
| 3 | "Ninguém é Perfeito (BR)" "Nobody's Perfect"                                  | Murray Bain  | Carter Crocker | 1 de fevereiro de 2019  | 102B             |
| Depois de perder a concentração em um videogame, Animadinha se pergunta se ela pode fazer alguma coisa certa enquanto monta o caçador de nuvens. |                                                                               |              |                |                         |                  |
| 4 | "Um Despertar Rochoso (BR)" "A Yoorg Awakening"                               | Murray Bain  | Dev Ross       | 1 de fevereiro de 2019  | 103A             |
| A brincadeira do Ursinho Sol e a diversão acidentalmente machucam uma criatura, chamada de sentimentos de Yoorg quando ele tira sarro dela, e assim ela ganha vida. |                                                                               |              |                |                         |                  |
| 5 | "Tchauzinho, Chuva (BR)" "Rain, Rain, Go Away"                                | Murray Bain  | Karl Geurs     | 1 de fevereiro de 2019  | 103B             |
| Enquanto faz um trabalho importante, o símbolo da barriga do Ursinho Zangadinho fica fora de controle, então ele tenta ser feliz para que isso não aconteça novamente. |                                                                               |              |                |                         |                  |
| 6 | "Waffles para os Whiffles (BR)" "Waffle Cones for Whiffles"                   | Murray Bain  | Carter Crocker | 1 de fevereiro de 2019  | 104A             |
| Os Whiffles são quentes e incomodados porque eles não podem ter seu deleite favorito - como os Icelings desapareceram. |                                                                               |              |                |                         |                  |
| 7 | "A Grande Soneca (BR)" "The Big Whifflesnooze"                                | Murray Bain  | Dev Ross       | 1 de fevereiro de 2019  | 104B             |
| Animadinha não tende a um problema que os Whiffles estão tendo e acaba com eles dormindo - por mais de 100 anos! |                                                                               |              |                |                         |                  |
| 8 | "Interferência de Sinal (BR)" "Mixed Signals"                                 | Murray Bain  | Dev Ross       | 1 de fevereiro de 2019  | 105A             |
| Ursinho do Meu Coração informa aos Ursinhos Carinhosos que sua missão do Lado Prateado acabou e que eles podem voltar para Terra do Carinho, mas a Animadinha tem certeza de que algo suspeito está acontecendo. |                                                                               |              |                |                         |                  |
| 9 | "O Dia Nada Feliz do Ursinho Sol (BR)" "Funshine's Un-Fun Day"                | Murray Bain  | Carter Crocker | 1 de fevereiro de 2019  | 105B             |
| Ursinho Sol acidentalmente quebra um colar que Animadinha ama, então ele o esconde depois que suas tentativas de consertá-lo falham. |                                                                               |              |                |                         |                  |
| 10 | "Festival de Corações (BR)" "Festival of Hearts"                              | Murray Bain  | Denise Downer  | 1 de fevereiro de 2019  | 109A             |
| Dois gnomos roubam o coração de cristal para fazer presentes, e os Ursinhos, junto com o Ursinha Amorosa visitante, devem recuperá-lo a tempo para o Festival dos Corações. Nota: Este é um episódio com tema do Dia dos Namorados. |                                                                               |              |                |                         |                  |
| 11 | "A Prática Faz a Perfeição (BR)" "The Great Giggle"                           | Murray Bain  | Carter Crocker | 28 de fevereiro de 2019 | 106A             |
| É o dia do florescimento da Árvore Piñata, e os Ursinhos devem se certificar de que o guardião está dando uma boa risada, mas as tentativas fracassadas de Boa Sorte de fazer o guardião rir quase fazem com que a árvore não floresça. |                                                                               |              |                |                         |                  |
| 12 | "Uma Páscoa Quase Ovos (BR)" "An Almost Eggless Easter" A Care Bears Easter"  | Murray Bain  | Carter Crocker | 28 de março de 2019     | 106B             |
| Os ovos do Coelhinho da Páscoa são drenados de sua cor, e os Ursinhos devem garantir que sua cor retorne ou Dibble perderá sua primeira caça aos ovos de Páscoa. Nota: Este é um episódio com tema de Páscoa. |                                                                               |              |                |                         |                  |
| 13 | "Se Quebrou, Conserte (BR)" "If It's Broke, Fix It"                           | Murray Bain  | Carter Crocker | 2 de maio de 2019       | 106B             |
| Zangadinho está cansado da natureza despreocupada de Dibble enquanto ele está trabalhando em uma importante invenção, então ele diz a Dibble que ela não pode mais trabalhar com ele. |                                                                               |              |                |                         |                  |
| 14 | "O Efeito da Rabugice (BR)" "The Grumpy Effect"                               | Murray Bain  | Don Gillies    | 2 de maio de 2019       | 107A             |
| Zangadinho fica preso em um grande labirinto criado por Bluster para criar uma Bad Seed. |                                                                               |              |                |                         |                  |
| 15 | "Aí vem o Plunk (BR)" "Things That Go Plunk"                                  | Murray Bain  | Denise Downer  | 2 de maio de 2019       | 107B             |
| Um tímido membro da Bad Crowd afirma que foi expulso da Bad Crowd por ser muito legal. Zangadinho acha que ele pode estar tramando algo. |                                                                               |              |                |                         |                  |
| 16 | "Segurando o Carro-Nuvem (BR)" "On the Trail of the Cloud Bouncer"            | Murray Bain  | Don Gillies    | 2 de maio de 2019       | 108A             |
| Spores assumem o controle do Carro-Nuvem e tentam encontrar sua casa, mas os Ursinhos pensam que vão destruir o jardim, então eles constroem uma barreira para protegê-lo. |                                                                               |              |                |                         |                  |
| 17 | "Riffle, o Whiffle (BR)" "Riffle the Whiffle"                                 | Murray Bain  | Carter Crocker | 2 de maio de 2019       | 108B             |
| Os Ursinhos Carinhosos encontram um Whiffle que só pode dizer a palavra "Riffle". |                                                                               |              |                |                         |                  |
| 18 | "Uma Reunião Desejada (BR)" "A Wish-full Reunion"                             | Murray Bain  | Dev Ross       | 2 de maio de 2019       | 110A             |
| Corações misteriosos levam Ursinha dos Desejos ao Lado Prateado |                                                                               |              |                |                         |                  |
| 19 | "O Grande Estrondo (BR)" "The Big Rumble"                                     | Murray Bain  | Don Gillies    | 2 de maio de 2019       | 111A             |
| Uma família de rochas se muda para o Forro Prateado e, inadvertidamente, não faz com que ninguém durma. |                                                                               |              |                |                         |                  |
| 20 | "Três Vivas para a Animadinha (BR)" "Three Cheers for Cheer"                  | Murray Bain  | Denise Downer  | 2 de maio de 2019       | 111B             |
| Quando a Animadinha começa a se sobrecarregar, os outros Ursinhos Carinhosos decidem ajudá-la na tentativa de fazê-la relaxar. No entanto, no processo, a Carinhosa duplica acidentalmente da Animadinha, que se esforça demais (e aos outros). |                                                                               |              |                |                         |                  |
| 21 | "O Emblema da Coragem (BR)" "The Badge of Courage"                            | Jay Silver   | Phil Harnage   | 2 de maio de 2019       | 112A             |
| Os Ursinhos Carinhosos acreditam que a super-herói Dibble pode derrotar o monstro da caverna, mas o distintivo dela para de funcionar e Sol ajuda a amiga. |                                                                               |              |                |                         |                  |
| 22 | "Um Urso Sábio (BR)" "One Wise Bear"                                          | Jay Silver   | Carter Crocker | 30 de maio de 2019      | 112B             |
| Os Ursinhos Carinhosos ficam presos no Vale dos Ventos Sussurrantes e são levados a acreditar que são inúteis. Ursinho do Meu Coração, sentindo-se protetor, sai para protegê-los e dar-lhes os conselhos de que precisam para atravessar o vale. |                                                                               |              |                |                         |                  |
| 23 | "Festa Néon da Praia (BR)" "Neon Beach Party"                                 | Murray Bain  | Karl Geurs     | 27 de junho de 2019     | 116              |
| Bad Crowd e os Ursinhos Carinhosos estão tentando aproveitar suas férias, mas acabam tendo problemas para fazê-lo depois que Malcom coloca um campo de força sobre seus lados da praia. |                                                                               |              |                |                         |                  |
| 24 | "O Aniversário que Não Aconteceu (BR)" "The Birthday That Wasn't"             | Murray Bain  | Dev Ross       | 1 de agosto de 2019     | 110B             |
| Os Ursinhos Carinhosos decidem presentear Dibble com um Wiffle de pelúcia para seu "Desaniversário", mas ela se pergunta se o pelúcia está realmente substituindo-a. |                                                                               |              |                |                         |                  |
| 25 | "Compartilhe o seu Carinho (BR)" "Share Your Care"                            | Jay Silver   | Dev Ross       | 5 de setembro de 2019   | 114A             |
| Dibble acidentalmente planta uma espécie invasora, então os Whiffles e os Ursinhos Carinhosos precisam reunir todas as sementes e remover todas as árvores. |                                                                               |              |                |                         |                  |
| 26 | "Planta Monstro (BR)" "Monsterplant"                                          | Jay Silver   | Phil Harnage   | 26 de outubro de 2019   | 115B             |
| Uma criação de Bluster acaba sendo um Monstro Amigável que quer fazer amizade com os Whiffles, mas o Monstro Planta se pergunta por que eles têm medo dele. |                                                                               |              |                |                         |                  |
| 27 | "Sobrecarga de neve (BR)" "Snow-verload"                                      | Jay Silver   | Karl Geurs     | 2 de dezembro de 2019   | 126              |
| Um Vale Tropical além do Lado Prateado é transformado em um País das Maravilhas do Inverno, e os Ursos estão investigando o que causou isso. Depois, Bluster, Robbie e Malcom invadem o Reino do Carinho e tentam roubar o Care-O-Meter para tentar frustrar a missão dos Ursinhos Carinhosos. Nota: Este é um especial de 22 minutos com tema de Natal. Quando exibidos como dois episódios separados de 11 minutos, os episódios são intitulados "The Big Freeze" e "Return to Care-A-Lot". Também foi planejado para ser o final da temporada, mas foi lançado durante o Natal de 2019. |                                                                               |              |                |                         |                  |
| 28 | "O Regresso dos Gnomos (BR)" "The Return of the Gnomes"                       | Jay Silver   | Karl Geurs     | 1 de maio de 2020       | 114B             |
| O tio de Gus e Garath retorna e tenta torná-los gananciosos novamente. Isso leva os Ursinhos Carinhosos a convencê-los de que ser gentil e generoso é a coisa certa mais uma vez. |                                                                               |              |                |                         |                  |
| 29 | "Falha Elétrica (BR)" "Power Outage"                                          | Jay Silver   | Phil Harnage   | 1 de maio de 2020       | 117A             |
| Quando os Whiffles espalham vibrações tão ruins em uma discussão que nem mesmo um Olhar do Ursinho Carinhoso regular pode consertar, Zangadinho cria um dispositivo para amplificar os efeitos disso, mas ele não se sente confiante em usar o dispositivo. |                                                                               |              |                |                         |                  |
| 30 | "Aonde foi o Nosso Ursinho Sol? (BR)" "Where Oh Where Has Our Funshine Gone?" | Jay Silver   | Dev Ross       | 1 de maio de 2020       | 117B             |
| Sol chega tão longe em um personagem de super-herói que ele criou que ele cochila em uma missão e coloca Boa Sorte em perigo. |                                                                               |              |                |                         |                  |
| 31 | "A Limpeza da Dibble (BR)" "Dibble's Dust-Up"                                 | Jay Silver   | Dev Ross       | 3 de setembro de 2020   | 113A             |
| Dibble encontra alguns coelhinhos de poeira enquanto limpa o Carro-Nuvem e não quer se livrar deles quando eles se tornarem seu amigo. Zangadinho, no entanto, desaprova. |                                                                               |              |                |                         |                  |
| 32 | "Esconder e Espiar (BR)" "Hide and Sneak"                                     | Jay Silver   | Don Gillies    | 3 de setembro de 2020   | 113B             |
| Bad Crowd acaba prendendo os Ursinhos Carinhosos no Carro-Nuvem usando um dispositivo que Robbie criou enquanto Dibble joga um importante jogo de Hide and Sneak com os Whiffles, então ela tem que encontrá-los e libertá-los. |                                                                               |              |                |                         |                  |
| 33 | "A Luz na Floresta (BR)" "The Light in the Forest"                            | Jay Silver   | Carter Crocker | 3 de setembro de 2020   | 115A             |
| Uma criatura clandestina chamada Sparklewing se perde, então os Ursinhos Carinhosos a deixam ficar no Carro-Nuvem. Com o tempo, Animadinha torna-se amigo dele. |                                                                               |              |                |                         |                  |
| 34 | "Água, Água Em Toda Parte (BR)" "Water, Water Everywhere"                     | Jay Silver   | Denise Downer  | 3 de setembro de 2020   | 118A             |
| Quando Sol vê o Bad Crowd tirando a água dos Whiffles do céu enquanto invisível, Zangadinho não acredita nele por causa de todas as brincadeiras que ele faz. |                                                                               |              |                |                         |                  |
| 35 | "Semente do Mal Suprema (BR)" "The Ultimate Bad Seed"                         | Jay Silver   | Don Gillies    | 3 de setembro de 2020   | 118B             |
| Quando Malcom consegue enganar Bluster (e Robbie, por acidente) para colocar suas más vibrações em uma Semente do Mal que ele usará para dar a ele suas más vibrações, os Ursinhos Carinhosos devem recuperá-lo e levar as vibrações de volta para Bluster e Robbie. |                                                                               |              |                |                         |                  |
| 36 | "Hora do Ursinho Sol (BR)" "Rise and Funshine"                                | Jay Silver   | Dev Ross       | 3 de setembro de 2020   | 119A             |
| Quando o grupo (exceto Ursinho Sol e Dibble) acaba adormecendo, Ursinho Sol deve aprender a pilotar o Carro Nuvem para acordá-los a tempo. |                                                                               |              |                |                         |                  |
| 37 | "Excursão (BR)" "Road Trip"                                                   | Jay Silver   | Carter Crocker | 3 de setembro de 2020   | 119B             |
| Quando a Animadinha duvida das instruções da Hora de Dormir, os outros Ursinhos Carinhosos o apoiam. No entanto, quando ele percebe que acidentalmente os enviou para o caminho errado, ele começa a se preocupar. |                                                                               |              |                |                         |                  |
| 38 | "Os Incríveis Ursos Encolhidos (BR)" "Road Trip"                              | Jay Silver   | Phil Harnage   | 3 de setembro de 2020   | 120A             |
| Quando um nevoeiro chega e reduz os Ursinhos Carinhosos a um tamanho minúsculo, Dibble deve ajudá-los a voltar ao tamanho normal. |                                                                               |              |                |                         |                  |
| 39 | "Quem Acha, Guarda (BR)" "Finders Keepers"                                    | Jay Silver   | Don Gillies    | 3 de setembro de 2020   | 120B             |
| Quando Dibble perde sua amada bola e descobre que uma criatura chamada Guardião a pegou, ela e os Ursinhos Carinhosos devem recuperá-la. |                                                                               |              |                |                         |                  |
| 40 | "Sinto Muito, Só que Não (BR)" "Sorry Not Sorry"                              | Jay Silver   | Dev Ross       | 3 de setembro de 2020   | 121A             |
| Zangadinho acidentalmente tropeça em uma planta e tem que se desculpar por isso "estilo Whiffle". No entanto, seu pedido de desculpas acaba tão bom que Whiffles o coroam líder do jardim. |                                                                               |              |                |                         |                  |
| 41 | "Plunk ao Resgate (BR)" "Plunk to the Rescue"                                 | Jay Silver   | Denise Downer  | 1 de dezembro de 2020   | 121B             |
| Plunk tenta ajudar em uma missão com os Ursinhos Carinhosos, mas acaba inadvertidamente fazendo com que as coisas dêem errado no processo. |                                                                               |              |                |                         |                  |
| 42 | "Era uma Vez, um Arco-Íris (BR)" "Once Upon a Rainbow"                        | Jay Silver   | Denise Downer  | 1 de dezembro de 2020   | 122A             |
| Plunk tenta ajudar em uma missão com os Ursinhos Carinhosos, mas acaba inadvertidamente fazendo com que as coisas dêem errado no processo. |                                                                               |              |                |                         |                  |
| 43 | "Atrás do Bloqueador (BR)" "After the Klatternack!"                           | Jay Silver   | Denise Downer  | 1 de dezembro de 2020   | 122A             |
| Uma criatura chamada Klatternack está causando algum caos com os Whiffles, então os Ursinhos Carinhosos (junto com uma criatura misteriosa chamada Tracker) devem localizá-lo. No entanto, Share encontra algo que choca a todos. |                                                                               |              |                |                         |                  |
| 44 | "A Diversão do Ursinho Sol (BR)" "Let the Fun Shine"                          | Jay Silver   | Dev Ross       | 1 de dezembro de 2020   | 123A             |
| Quando os Ursinhos Carinhosos tiram um dia para relaxar, Sol tenta imitar a nuvem que Dibble faz quando sente pura alegria. |                                                                               |              |                |                         |                  |
| 45 | "O Vale dos Trevos (BR)" "Valley of the Shamrocks"                            | Jay Silver   | Denise Downer  | 1 de dezembro de 2020   | 123B             |
| Zangadinho substitui Boa Sorte por um robô como navegador, fazendo-o sentir-se inútil, até descobrir o Vale dos Trevos. |                                                                               |              |                |                         |                  |
| 46 | "Alguma Sorte (BR)" "Some Luck"                                               | Jay Silver   | Carter Crocker | 1 de dezembro de 2020   | 124A             |
| Enquanto ajuda a entregar esporos a uma área que realmente precisa, Boa Sorte parece sofrer um pouco de azar, fazendo-o pensar que foi amaldiçoado com azar. |                                                                               |              |                |                         |                  |
| 47 | "Fora da Área de Animadinha (BR)" "Out of the Cheer Zone"                     | Jay Silver   | Dev Ross       | 1 de dezembro de 2020   | 124B             |
| Animadinha tira uma folga de seus deveres para cuidar de 2 Whiffles que estão com Dibble. No entanto, quando ela não consegue fazer isso, ela acredita que não é boa o suficiente. |                                                                               |              |                |                         |                  |
| 48 | "A Última Risada (BR)" "The Last Laugh"                                       | Jay Silver   | Don Gillies    | 1 de dezembro de 2020   | 125A             |
| Quando o resto dos Ursinhos Carinhosos não ri de suas piadas, Sol se afasta e encontra o Laffinpuff, uma criatura que torna tudo o que ele diz engraçado. Sol, no entanto, logo fica exasperado com a forma como eles riem de tudo o que ele diz. |                                                                               |              |                |                         |                  |
| 49 | "Como Disse? (BR)" "Say What?"                                                | Jay Silver   | Denise Downer  | 1 de dezembro de 2020   | 125B             |
| Quando a Carinhosa (e depois Zangadinho) perde a voz em um lote de flores, o resto dos Bears procura encontrar a causa disso. |                                                                               |              |                |                         |                  |

## Curtas
| Curtas | Curtas           | Episódios | Episódios | Originalmente exibido | Originalmente exibido  |
| Curtas | Curtas           | Episódios | Episódios | Estreia da temporada  | Final da temporada     |
| ------ | ---------------- | --------- | --------- | --------------------- | ---------------------- |
|        | Cloudco Shorts   | 20        | 20        | 12 de janeiro de 2019 | 22 de maio de 2019     |
|        | Unlock the Music | 26        | 26        | 30 de junho de 2020   | 9 de fevereiro de 2021 |

### Cloudco Shorts(2019)
20 curtas foram produzidos para o canal Care Bears no YouTube. Estes são usados durante os créditos finais quando Unlock the Magic é transmitido no Boomerang.
| N.º | Título                         | Exibição original       |
| --- | ------------------------------ | ----------------------- |
| 1 | "Wake Up, Grumpy Bear" "Alarm" | 12 de janeiro de 2019   |
| Zangadinho tenta dormir, mas seu despertador continua assustando-o. Ele acaba quebrando, mas Dibble começa a fazer barulhos, o que deixa Zangadinho irritado. |                                |                         |
| 2 | "Slam Dunk"                    | 18 de janeiro de 2019   |
| Boa Sorte e Animadinha estão jogando basquete, mas o Boa Sorte continua usando seu poder de distintivo de barriga. No entanto, quando ele começa a comemorar sua vitória, começa a chover. |                                |                         |
| 3 | "Sour"                         | 19 de janeiro de 2019   |
| O smoothie azedo de limão do Ursinho Zangadinho foi roubado, então ele pergunta ao resto da turma quem o pegou. Ele não recebe respostas até que chega a Ursinho Sol, que foi quem o pegou! |                                |                         |
| 4 | "Dancing" "Cleaning"           | 26 de janeiro de 2019   |
| Carinhosa limpa a Carro-Nuvem quando ela acredita que ninguém está assistindo, mas sem querer encontra uma audiência em Dibble. Isso a leva a ficar chocada quando Dibble se revela. |                                |                         |
| 5 | "BFF Handshake" "Handshake"    | 26 de janeiro de 2019   |
| Boa Sorte e Sol praticam seu aperto de mão, mas continuam a falhar. Animadinha não se diverte, pois está pronta para se mexer e acaba exasperada. |                                |                         |
| 6 | "Rainy Day" "Rain"             | 9 de fevereiro de 2019  |
| Sol continua tentando ler uma história em quadrinhos, mas o Boa Sorte continua perturbando-o com seu beatboxing. Quando Boa Sorte faz isso muitas vezes, Sol sai com um guarda-chuva para ter um pouco de paz e sossego.                                                                                                |                                |                         |
| 7 | "Surprise"                     | 23 de fevereiro de 2019 |
| Animadinha e Carinhosa faz panquecas para Grumpy por todo o seu trabalho duro, sem saber que ele fez o mesmo. Ambas as partes acabam surpresas e jogam suas panquecas para o ar, que se espalham por toda parte!. |                                |                         |
| 8 | "Ballooned"                    | 2 de março de 2019      |
| O balão de Dibble estoura, o que a deixa muito triste. Zangadinho tenta continuamente encontrar um balão, até que ele consegue encontrar um: seu emblema da barriga! |                                |                         |
| 9 | "Sneeze"                       | 14 de março de 2019     |
| Ursinho dos Meus Sonhos tenta encomendar seus livros, mas continua espirrando por causa da poeira. Quando tenta limpá-los, porém, acaba espirrando com tanta força que todos os livros caem. |                                |                         |
| 10 | "Pancakes"                     | 16 de março de 2019     |
| Quando Zangadinho faz panquecas para Dibble quando ela está com frio, ela continua pedindo mais. Quando ele fica sem panquecas, ele descobre o porquê: Dibble as está usando como cobertor! |                                |                         |
| 11 | "Bedtime Club"                 | 22 de abril de 2019     |
| Quando a Ursinha Carinhosa pergunta o Ursinho dos Meus Sonhos que ele faz à noite, ele apenas diz que lê livros. Isso acaba sendo uma mentira, no entanto, quando se descobre que Bedtime arrasa! |                                |                         |
| 12 | "Belly Booms"                  | 24 de março de 2019     |
| Quando a Ursinha Carinhosa e Ursinha Animadinha combinam seus poderes de distintivo de barriga e fazem o Carro-Nuvem uma bagunça, Grumpy ordena que eles o limpem. Porém, quando Dibble gosta, ele acaba dizendo que pode ficar um tempinho.                                                                            |                                |                         |
| 13 | "Hide"                         | 25 de abril de 2019     |
| A hora de dormir parece não encontrar Dibble em nenhum lugar quando eles jogam um jogo de esconde-esconde - isto é, até que a hora de dormir ligue todas as suas câmeras e descubra onde Dibble está! |                                |                         |
| 14 | "Reminders"                    | 25 de abril de 2019     |
| Quando o Ursinho dos Meus Sonhos acorda, ele acaba tendo que fazer muitas tarefas, pois seu alarme o lembra. No final, descobrimos que ele fez tudo isso em apenas 10 minutos quando volta a dormir. |                                |                         |
| 15 | "Grumple Gym"                  | 26 de abril de 2019     |
| Quando Dibble balança continuamente para frente e para trás nos braços do Ursinho Zangadinho enquanto ele trabalha, ele constrói uma academia para ela. No entanto, ela se contenta em continuar brincando em seus braços.                                                                                              |                                |                         |
| 16 | "Work Out"                     | 2 de maio de 2019       |
| Ursinha Carinhosa e o Ursinho dos Meus Sonhos começam a funcionar juntos. No entanto, Ursinho dos Meus Sonhos rapidamente acaba exausto e adormece, o que diverte com a Carinhosa. |                                |                         |
| 17 | "Hair"                         | 14 de maio de 2019      |
| Ursinho Zangadinho modela seu cabelo de muitas maneiras engraçadas enquanto está no chuveiro. Quando ele vai comer panquecas, no entanto, ele não arrumou o cabelo, o que leva Ursinho Sol a zombar dele. |                                |                         |
| 18 | "Magic"                        | 15 de maio de 2019      |
| Quando o Ursinho dos Meus Sonhos tenta fazer truques de mágica (com Ursinho Zangadinho como seu público), parece falhar. No entanto, consequências inesperadas acontecem quando a cadeira de Ursinho Zangadinho começa a flutuar quando a hora de dormir não está prestando atenção.                                    |                                |                         |
| 19 | "Jigsaw"                       | 16 de maio de 2019      |
| Ursinho Boa Sorte está terminando um quebra-cabeça, mas está faltando a peça final. Ele e o Ursinho Sol continuam a procurá-lo até que Funshine o encontre - está preso em seu pelo! |                                |                         |
| 20 | "Good Books"                   | 22 de maio de 2019      |
| Ursinha Animadinha e Ursinha Carinhosa pergunta ao Ursinho dos Meus Sonhos qual é o seu livro favorito. Ursinho dos Meus Sonhos diz que ele tem muitos favoritos - histórias em quadrinhos (para uma aventura), um mapa (quando ele precisa saber sobre Terra do Carinho) e um livro de tempo ("hora... para almoçar"). |                                |                         |

### Care Bears: Unlock the Music
Care Bears: Unlock the Music é uma série de videoclipes originais enviados para o canal oficial do Care Bears no YouTube, que usa clipes de Unlock the Magic. A série é co-propriedade e distribuída globalmente pela Moonbug Entertainment, uma empresa de gerenciamento do YouTube para crianças.
Em 26 de fevereiro de 2021, a Cloudco lançou Care Bears Kids Hits: Vol. 1 em download digital, que contém 10 das músicas apresentadas em Unlock the Music. Em 12 de março de 2021, a Cloudco lançou outro álbum digital para download com a primeira onda completa de músicas do Unlock the Music. Muitas das músicas também foram lançadas como singles.
Em 8 de maio de 2021, a segunda onda de músicas do Unlock the Music começou a ser carregada no canal. A segunda temporada contará com 20 novas músicas, com os novos Ursinhos Carinhosos em destaque.

### 1.ª Temporada (2020–21)
| N.º | Título                                  | Exibição original                                                    |
| --- | --------------------------------------- | -------------------------------------------------------------------- |
| 1 | "The Magic of Caring"                   | 30 de junho de 2020                                                  |
| Os Ursinhos Carinhosos e os Whiffles dançam uma música sobre como cuidar é bom e como você pode ajudar em sua vizinhança.                                                     |                                         |                                                                      |
| 2 | "I Really Love Tacos"                   | 7 de julho de 2020                                                   |
| Quando o Ursinho dos Meus Sonhos dorme demais e sente falta do Taco Tuesday, ele fica extremamente frustrado e começa a desejar tacos (enquanto canta uma música sobre isso). |                                         |                                                                      |
| 3 | "Party on a Rainy Day!"                 | 14 de julho de 2020                                                  |
| Mesmo sendo um dia chuvoso, os Ursinhos decidem sair para dançar e cantar sobre todas as coisas divertidas que você pode fazer na chuva.                                      |                                         |                                                                      |
| 4 | "Dance Like There’s No One Watching Us" | 21 de julho de 2020                                                  |
| Os Ursinhos assumem o controle de seu ritmo enquanto dançam ao ritmo. |                                         |                                                                      |
| 5 | "I Like to Ride My Bike"                | 28 de julho de 2020                                                  |
| Ursinho Sol e os outros Ursinhos cantam uma música sobre andar de bicicleta, enquanto eles andam nelas!                                                                       |                                         |                                                                      |
| 6 | "Do the Scrub"                          | 4 de agosto de 2020                                                  |
| Como Dibble criou uma grande bagunça, os Bears limpam o Carro-Nuvem, por dentro e por fora!                                                                                   |                                         |                                                                      |
| 7 | "Staycation"                            | 11 de agosto de 2020                                                 |
| Os Ursinhos cantam sobre como pode ser divertido ficar em casa. |                                         |                                                                      |
| 8 | "Can't Stop the Nap"                    | 18 de agosto de 2020                                                 |
| Ursinho Sol, Ursinho dos Meus Sonhos e Ursinho Boa Sorte fazem um rap sobre ir para a cama e como você "não consegue parar" uma soneca enquanto o Ursinho Zangadinho cochila. |                                         |                                                                      |
| 9 | "The Race is On!"                       | 25 de agosto de 2020                                                 |
| Os Ursinhos correm em seus Carros de Corrida e no Carro-Nuvem. |                                         |                                                                      |
| 10 | "Swim Buddy"                            | 1 de setembro de 2020                                                |
| Ursinho Sol e Ursinho Boa Sorte cantam sobre como você precisa de um amigo enquanto está na piscina.                                                                          |                                         |                                                                      |
| 11 | "Ice Cream Song"                        | 8 de setembro de 2020                                                |
| Ursinho Sol canta sobre o desejo de sorvete. |                                         |                                                                      |
| 12 | "No Matter What (We're Family)"         | 15 de setembro de 2020                                               |
| Ursinho dos Meus Sonhos folheia seu álbum de fotos e descobre que seus amigos são de fato uma família.                                                                        |                                         |                                                                      |
| 13 | "Surprise Birthday"                     | 22 de setembro de 2020                                               |
| Os Ursinhos se preparam para uma festa surpresa de aniversário. |                                         |                                                                      |
| 14 | "Lucky Day"                             | 29 de setembro de 2020                                               |
| Ursinho Boa Sorte está tendo um dia tão grande e de sorte. |                                         |                                                                      |
| 15 | "Monster Night"                         | 6 de outubro de 2020                                                 |
| Os Ursinhos, a Bad Crowd e Mossy a Planta-Monstro se preparam para a Noite dos Monstros e se divertem.                                                                        |                                         |                                                                      |
| 16 | "See Yourself Be Yourself"              | 20 de outubro de 2020                                                |
| Os Ursinhos veem através de suas aventuras passadas que estão bem sendo como são.                                                                                             |                                         |                                                                      |
| 17 | "Care Bear Stare"                       | 27 de outubro de 2020                                                |
| Os Ursinhos cantam sobre sua habilidade única, o olhar de Ursinho Carinhoso.                                                                                                  |                                         |                                                                      |
| 18 | "Like a Rainbow"                        | 3 de novembro de 2020                                                |
| Ursinha Animadinha e os outros mostram como as cores ao nosso redor podem ser incríveis.                                                                                      |                                         |                                                                      |
| 19 | "Share-A-Lot"                           | 10 de novembro de 2020                                               |
| Ursinha Carinhosa e os outros mostram como as cores ao nosso redor podem ser incríveis.                                                                                       |                                         |                                                                      |
| 20 | "Fail It Till You Nail It"              | Início de novembro de 2020 (Amazon) 17 de novembro de 2020 (YouTube) |
| Ursinho Zangadinho canta uma música sobre não tentar desistir de algo muito complicado.                                                                                       |                                         |                                                                      |
| 21 | "Slumber Party"                         | Início de novembro de 2020 (Amazon) 24 de novembro de 2020 (YouTube) |
| Ursinho Boa Sorte, Ursinho dos Meus Sonhos e Ursinho Sol tocam uma música sobre e durante uma deliciosa festa do pijama e se divertem, bebidas e lanches ao longo do caminho. |                                         |                                                                      |
| 22 | "Good Things Can Come If You Wait"      | 1 de dezembro de 2020                                                |
| Os Ursinhos cantam sobre o fato de que esperar é importante e não apressar as coisas.                                                                                         |                                         |                                                                      |
| 23 | "I love to LOL"                         | 1 de dezembro de 2020                                                |
| Ursinho Sol nos mostra a todos que rir é o maior remédio. |                                         |                                                                      |
| 24 | "Winter's Finally Here"                 | 26 de novembro de 2020                                               |
| Os Ursinhos se divertem brincando na neve. |                                         |                                                                      |
| 25 | "Make It Up"                            | 9 de fevereiro de 2021                                               |
| Os Ursinhos tentam se vestir |                                         |                                                                      |
| 26 | "Move to the Magic"                     | 15 de dezembro de 2020                                               |
| Ursinha dos Desejos canta como os Ursinhos Carinhosos (incluindo ela) podem desbloquear a magia no Lado Prateado.                                                             |                                         |                                                                      |

### 2.ª Temporada (2021)
| N.º | Título                            | Exibição original      |
| --- | --------------------------------- | ---------------------- |
| 1 | "Best Wishes"                     | 8 de maio de 2021      |
| Ursinha dos Desejos e Ursinho do Meu Coração juntam-se aos outros Ursinhos Carinhosos para mostrar que os sonhos realmente se tornam realidade.                           |                                   |                        |
| 2 | "Grumpy Dance"                    | 15 de maio de 2021     |
| Ursinho Zangadinho mostra que todos nos sentimos um pouco mal-humorados em algum momento.                                                                                 |                                   |                        |
| 3 | "Togetherness"                    | 22 de maio de 2021     |
| Uma nova amiga do Ursinho Carinhoso se juntou à equipe e está mostrando a todos que estamos todos juntos.                                                                 |                                   |                        |
| 4 | "Silver Lining"                   | 29 de maio de 2021     |
| Ursinho Zangadinho e Ursinho do Meu Coração enviam os outros Ursos em um passeio de balão de ar quente.                                                                   |                                   |                        |
| 5 | "Best Friends"                    | 5 de junho de 2021     |
| Os Ursinhos, juntamente com o Ursinha Melhor Amiga e a Ursinha Segredinho, dançam esta música sobre serem melhores amigos um do outro.                                    |                                   |                        |
| 6 | "Summertime's Comin"              | 12 de junho de 2021    |
| Ursinho Sol e Wonderheart colocam o protetor solar e montam uma música animada para celebrar o clima... por estar ensolarado!                                             |                                   |                        |
| 7 | "It's Okay to Make Mistakes"      | 19 de junho de 2021    |
| Ursinha Carinhosa mostra que não há problema em errar, mas podemos tentar novamente.                                                                                      |                                   |                        |
| 8 | "The Power of Hugs"               | 26 de junho de 2021    |
| Os Ursinhos mostram que abraçar alguém pode melhorar o seu dia! |                                   |                        |
| 9 | "Kindness Keepers"                | 3 de julho de 2021     |
| Os Ursinhos, junto com a Ursinha União do Coração, Ursinha Segredinho, Ursinha Melhor Amiga e o Ursinho do Meu Coração, mostram que a bondade é ser gentil com os outros. |                                   |                        |
| 10 | "Surprise Birthday Party"         | 10 de julho de 2021    |
| Os Ursinhos, juntamente com Ursinho Feliz Aniversário, mostram que os aniversários são uma celebração para todos.                                                         |                                   |                        |
| 11 | "Camp Care Bears"                 | 17 de julho de 2021    |
| O livro pop-up do Ursinho do Meu Coração ganha vida quando a música dos Ursinhos Carinhosos sobre acampar é muito boa!                                                    |                                   |                        |
| 12 | "Hopeful Heart"                   | 24 de julho de 2021    |
| Ursinha Coração Esperançoso mostra que é melhor não perder a esperança.                                                                                                   |                                   |                        |
| 13 | "A Little Bit of Nice"            | 31 de julho de 2021    |
| Ursinho do Meu Coração espalha bondade e gentileza ao redor da área. |                                   |                        |
| 14 | "Roller Skating's My Jam"         | 7 de agosto de 2021    |
| Ursinha Carinhosa leva os outros Ursinhos para uma sessão de patinação.                                                                                                   |                                   |                        |
| 15 | "That's Teamwork!"                | 14 de agosto de 2021   |
| Os Ursinhos aprendem que trabalhar em equipe significa trabalhar em equipe!                                                                                               |                                   |                        |
| 16 | "Let's Hula!"                     | 21 de agosto de 2021   |
| Ursinho Zangadinho e o Ursinho do Meu Coração vão para a Ilha do Ursinho Carinhoso para dançar e hula com os outros Ursinhos.                                             |                                   |                        |
| 17 | "Friendship Is Out Of This World" | 28 de agosto de 2021   |
| Os Ursinhos levam a Nave Espacial para vários lugares que certamente valem a pena manter suas Amizades.                                                                   |                                   |                        |
| 18 | "You've Got That Sparkle"         | 4 de setembro de 2021  |
| Os Ursinhos mostram que você pode brilhar tanto se fizer isso. |                                   |                        |
| 19 | "Let's Get Ready for Bedtime!"    | 11 de setembro de 2021 |
| Os Ursinhos se preparam para o Ursinho dos Meus Sonhos dançando e cantando.                                                                                               |                                   |                        |
| 20 | "In My Dreams"                    | 18 de setembro de 2021 |
| Quando os Ursinhos vão dormir, eles mostram que seus sonhos realmente se tornam realidade.                                                                                |                                   |                        |
| 21 | "Always Time To Care A Lot"       | 27 de novembro de 2021 |
| Os Ursinhos aprendem a cuidar o tempo todo, com um novo amigo se juntando aos Ursinhos.                                                                                   |                                   |                        |

### 3.ª Temporada (2022)
| N.º | Título                               | Exibição original   |
| --- | ------------------------------------ | ------------------- |
| 1 | "In My Dreams ft. Dream Bright Bear" | 28 de março de 2022 |
| Com a Ursinha Brilhante dos Sonhos, quando os Ursinhos vão dormir, eles mostram que seus sonhos realmente se tornam realidade. Nota: Esta música é uma versão ligeiramente editada da música da 2.ª temporada "In My Dreams". |                                      |                     |
| 2 | "I Care Bear ft. I Care Bear"        | 19 de abril de 2022 |
| Ursinho do Meio Ambiente mostra como manter nosso mundo seguro. |                                      |                     |

## Exibição

### Exibição original
Care Bears: Unlock the Magic foi co-encomendado por Turner e Tiny Pop, e assim a série foi transmitida pela primeira vez nos Estados Unidos e no Reino Unido.
Nos Estados Unidos, os 10 episódios da série  foram lançados no serviço de aplicativos móveis do Boomerang em 1º de fevereiro de 2019. Uma prévia do primeiro episódio foi adicionada antecipadamente ao aplicativo em 28 de janeiro de 2019. A série estreou na principal canal de TV em 30 de março e estreou no Cartoon Network em 16 de abril de 2019. Em 16 de agosto de 2021, foi anunciado que a série iria ao ar no bloco Cartoonito como um programa de fim de semana a partir de 19 de setembro de 2021.

### Exibição internacional
No Reino Unido, a série estreou no Tiny Pop em 6 de abril de 2019.
Em 30 de setembro de 2019, a Cloudco Entertainment anunciou que havia vendido a série para muitas emissoras, incluindo Family Jr. da WildBrain no Canadá. No mesmo dia, a Cloudco também anunciou que a Bomanbridge Media seria a agente de conteúdo da série no Sudeste Asiático, com os dois vendendo o programa para a TVB em Hong Kong e a Yey! nas Filipinas.
Os acordos estrangeiros posteriores que entrariam em 2020 incluiriam o StarzPlay na Arábia, entre outros.
Na América Latina, a série foi lançada no aplicativo da Paramount, Noggin em 1 de abril de 2020. Mais tarde, foi exibida nos canais Nickelodeon e Nick Jr. em 6 de julho de 2020.
No Brasil, a série começou a ser exibida primeiramente no serviço de streaming da Globo, Globoplay em 18 de setembro de 2020, mais tarde foi exibida nos canais Gloob e Gloobinho em 20 de setembro de 2021.
Em Portugal, a série estreou no Canal Panda em 12 de julho de 2021 e mais tarde ficou disponível no seu serviço de streaming Panda+ em 15 de dezembro de 2021. Posteriormente, a série regressou com especiais no Cartoonito em 19 de agosto de 2024. Os especiais também estão disponíveis nos serviços de streaming Max e Netflix.